# Lagerstroemia rottleri
Lagerstroemia rottleri är en fackelblomsväxtart som beskrevs av Charles Baron Clarke. Lagerstroemia rottleri ingår i släktet Lagerstroemia och familjen fackelblomsväxter. Inga underarter finns listade i Catalogue of Life.